# Halocoryne pirainoid
Halocoryne pirainoid is een hydroïdpoliep uit de familie Zancleidae. De poliep komt uit het geslacht Halocoryne. Halocoryne pirainoid werd in 2000 voor het eerst wetenschappelijk beschreven door Boero, Bouillon & Gravili. 